# Valdehúncar (kommunhuvudort)
Valdehúncar är en kommunhuvudort i Spanien.   Den ligger i provinsen Provincia de Cáceres och regionen Extremadura, i den centrala delen av landet, 170 km väster om huvudstaden Madrid. Valdehúncar ligger 372 meter över havet och antalet invånare är 207.
Terrängen runt Valdehúncar är platt åt nordost, men åt sydväst är den kuperad. Runt Valdehúncar är det mycket glesbefolkat, med 7 invånare per kvadratkilometer. Närmaste större samhälle är Navalmoral de la Mata, 6,3 km norr om Valdehúncar. Omgivningarna runt Valdehúncar är huvudsakligen savann.